# Tigridia multiflora
Tigridia multiflora är en irisväxtart som först beskrevs av John Gilbert Baker, och fick sitt nu gällande namn av Pierfelice Ravenna. Tigridia multiflora ingår i släktet Tigridia och familjen irisväxter. Inga underarter finns listade i Catalogue of Life.